# Ajos Dimitrios (Cypr)
Ajos Dimitrios (gr. Άγιος Δημήτριος) – wieś w Republice Cypryjskiej, w dystrykcie Limassol. W 2011 roku liczyła 54 mieszkańców.